# Liste des municipalités du Delaware
L'État américain du Delaware est divisé en 57 municipalités, qui ont le statut de city, de town ou de village.

## Création et statut
Les municipalités de l'État sont créées par des lois spéciales de l'Assemblée générale du Delaware. Contrairement à d'autres États, les municipalités ne sont pas classées selon leur population.
Les chartes municipales, organisant le pouvoir local, sont adoptées et révisées par l'Assemblée générale. Au-delà de 1 000 habitants, les municipalités peuvent adopter des chartes « Home Rule », pour amender et modifier leurs chartes votées par l'Assemblée générale. Cependant, peu de municipalités y ont recours. Dans ce petit État, certaines préfèrent faire du lobbying auprès de la législature locale tandis que d'autres ne souhaitent pas augmenter leurs pouvoirs.
À l'exception de Wilmington, les élections municipales sont non partisanes.
De nombreuses localités du Delaware ne sont pas incorporées : en 2007, moins du tiers de la population vivait dans une municipalité. En l'absence de municipalité, les citoyens sont sous l'autorité du gouvernement du comté.

## Liste

Les principales villes du Delaware
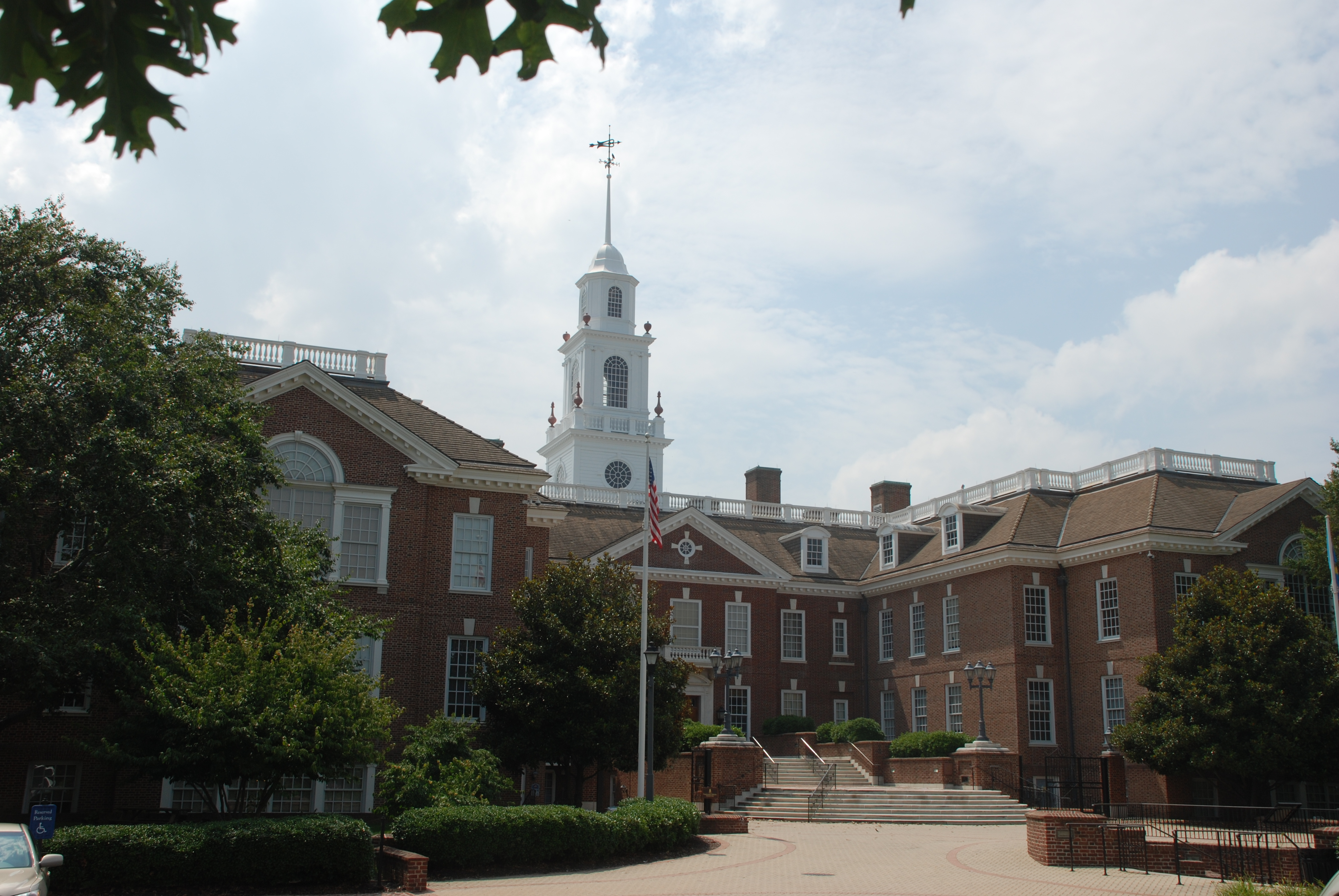
Le capitole de Dover, capitale et 2e ville du Delaware.
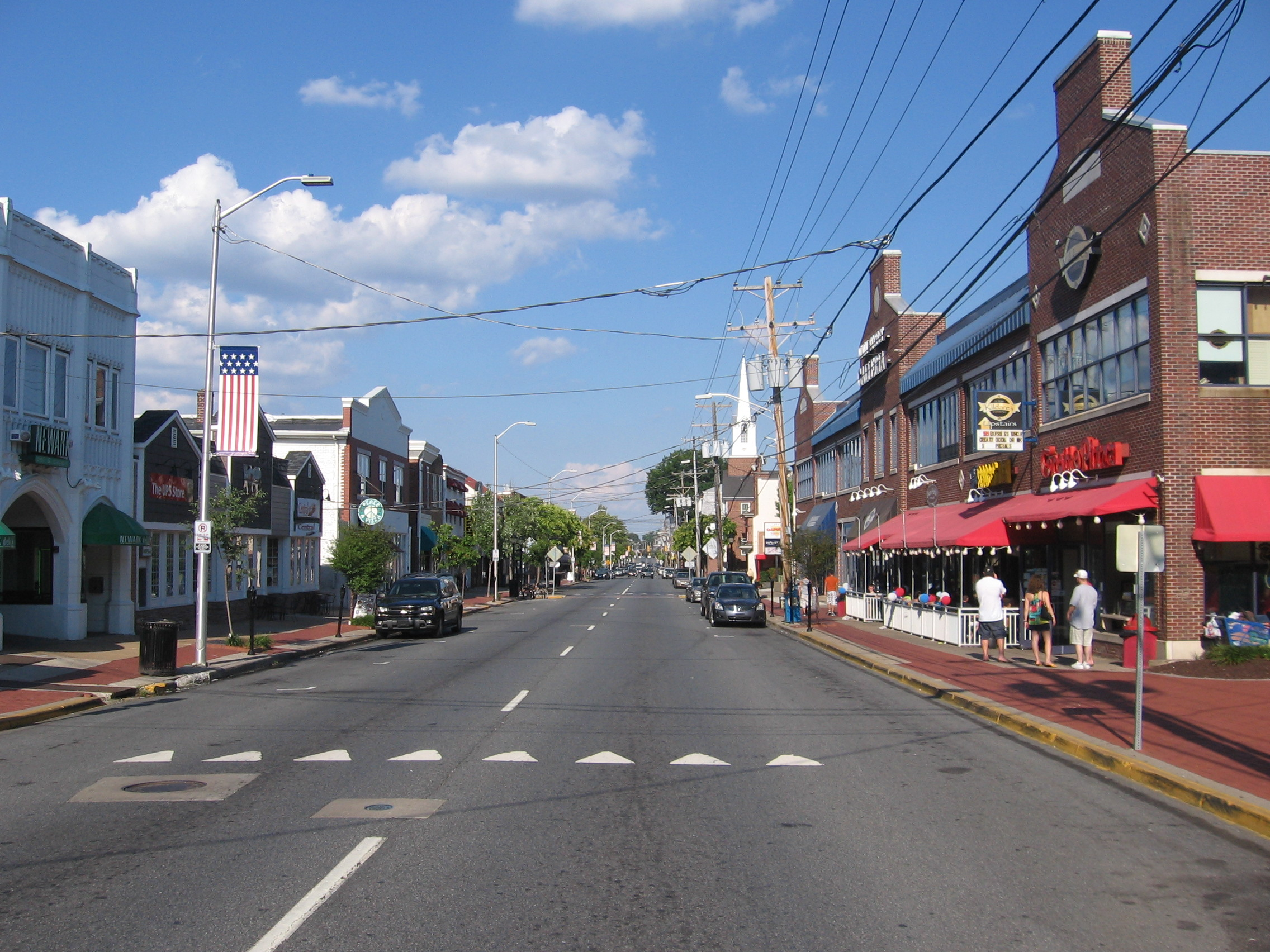
La Main Street de Newark, 3e ville de l'État.
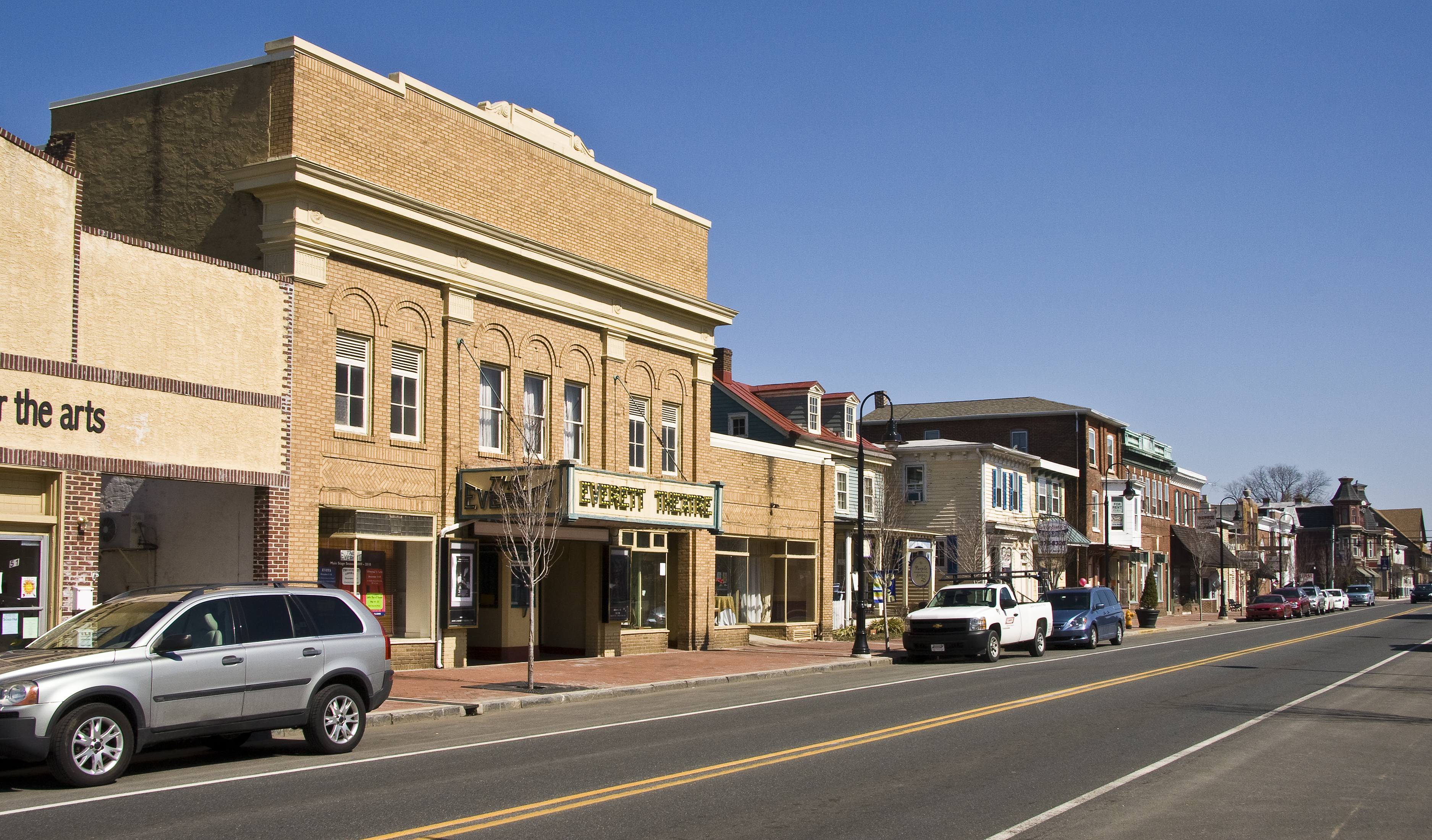
Le district historique de Middletown, 4e ville du Delaware.

| Nom             | Type    | Comté            | Population(2010) | Superficie(en km²) |
| --------------- | ------- | ---------------- | ---------------- | ------------------ |
| Arden           | Village | New Castle       | 439              | 0,67               |
| Ardencroft      | Village | New Castle       | 231              | 0,26               |
| Ardentown       | Village | New Castle       | 264              | 0,41               |
| Bellefonte      | Town    | New Castle       | 1 193            | 0,47               |
| Bethany Beach   | Town    | Sussex           | 106              | 3,03               |
| Bethel          | Town    | Sussex           | 171              | 1,04               |
| Blades          | Town    | Sussex           | 1 241            | 1,45               |
| Bowers          | Town    | Kent             | 335              | 0,78               |
| Bridgeville     | Town    | Sussex           | 2 048            | 12,04              |
| Camden          | Town    | Kent             | 3 464            | 9,58               |
| Cheswold        | Town    | Kent             | 138              | 3,34               |
| Clayton         | Town    | Kent, New Castle | 2 918            | 4,77               |
| Dagsboro        | Town    | Sussex           | 805              | 3,52               |
| Delaware City   | City    | New Castle       | 1 695            | 3,39               |
| Delmar          | Town    | Sussex           | 1 597            | 4,58               |
| Dewey Beach     | Town    | Sussex           | 341              | 0,85               |
| Dover           | City    | Kent             | 36 047           | 60,71              |
| Ellendale       | Town    | Sussex           | 381              | 1,14               |
| Elsmere         | Town    | New Castle       | 6 131            | 2,62               |
| Farmington      | Town    | Kent             | 110              | 0,21               |
| Felton          | Town    | Kent             | 1 298            | 2,12               |
| Fenwick Island  | Town    | Sussex           | 379              | 1,24               |
| Frankford       | Town    | Sussex           | 847              | 1,89               |
| Frederica       | Town    | Kent             | 774              | 4,97               |
| Georgetown      | Town    | Sussex           | 6 422            | 13,05              |
| Greenwood       | Town    | Sussex           | 973              | 1,86               |
| Harrington      | City    | Kent             | 3 562            | 7,12               |
| Hartly          | Town    | Kent             | 74               | 0,16               |
| Henlopen Acres  | Town    | Sussex           | 122              | 0,67               |
| Houston         | Town    | Kent             | 374              | 0,85               |
| Kenton          | Town    | Kent             | 261              | 0,49               |
| Laurel          | Town    | Sussex           | 3 708            | 7,72               |
| Leipsic         | Town    | Kent             | 183              | 0,83               |
| Lewes           | City    | Sussex           | 2 747            | 12,25              |
| Little Creek    | Town    | Kent             | 224              | 0,36               |
| Magnolia        | Town    | Kent             | 225              | 0,31               |
| Middletown      | Town    | New Castle       | 18 871           | 30,23              |
| Milford         | City    | Kent, Sussex     | 9 559            | 24,71              |
| Millsboro       | Town    | Sussex           | 3 877            | 10,23              |
| Millville       | Town    | Sussex           | 544              | 6,47               |
| Milton          | Town    | Sussex           | 2 576            | 4,92               |
| Newark          | City    | New Castle       | 31 454           | 23,8               |
| New Castle      | City    | New Castle       | 5 285            | 9,12               |
| Newport         | Town    | New Castle       | 1 055            | 1,17               |
| Ocean View      | Town    | Sussex           | 1 882            | 6,35               |
| Odessa          | Town    | New Castle       | 364              | 1,37               |
| Rehoboth Beach  | City    | Sussex           | 1 327            | 4,25               |
| Seaford         | City    | Sussex           | 6 928            | 13,68              |
| Selbyville      | Town    | Sussex           | 2 167            | 8,78               |
| Slaughter Beach | Town    | Sussex           | 207              | 3,57               |
| Smyrna          | Town    | Kent, New Castle | 10 023           | 15,57              |
| South Bethany   | Town    | Sussex           | 449              | 1,37               |
| Townsend        | Town    | New Castle       | 2 049            | 2,72               |
| Viola           | Town    | Kent             | 157              | 0,47               |
| Wilmington      | City    | New Castle       | 70 851           | 43,9               |
| Woodside        | Town    | Kent             | 181              | 0,41               |
| Wyoming         | Town    | Kent             | 1 313            | 2,77               |